# Future Skills
Future Skills (deutsch: Zukunftskompetenzen) sind ein kompetenzbasiertes Konzept, welches insbesondere in den Bereichen der schulischen Bildung, hochschulischen Bildung und Fort- und Weiterbildung Beschäftigter Anwendung findet. Das Konzept der Future Skills dient dabei der Kategorisierung zukunftsweisender Kompetenzen und darauf aufbauend der Erhebung des Bestandes, des Bedarfes und zielgerichteten Entwicklung dieser Kompetenzen bei verschiedenen Personengruppen (z. B. Schüler, Studierende, Beschäftigte).
Es existieren zahlreiche Definitionen und Kompetenzlisten zu Future Skills. So hat Ulf-Daniel Ehlers Future Skills als Kompetenzen definiert, die es den Menschen ermöglichen, komplexe Probleme in aufkommenden Handlungskontexten selbstorganisiert zu lösen und (erfolgreich) zu handeln. Sie beruhen auf kognitiven, motivationalen, volitionalen und sozialen Ressourcen, sind wertorientiert und können in einem Lernprozess erworben werden. Der Stifterverband für die deutsche Wissenschaft definiert Future Skills als „branchenübergreifende Fähigkeiten, Fertigkeiten und Eigenschaften, die in den kommenden fünf Jahren in allen Bereichen des Berufslebens und darüber hinaus wichtiger werden“.

## Allgemeines/Geschichte
Future Skills ist ein Konzept, das vor 30 Jahren seinen Ausgangspunkt als Forschung zu Graduate Attributes (Eigenschaften von Hochschulabsolventen) genommen hat. Die Forschung im Bereich der Graduate Attributes konzentriert sich darauf, zu ermitteln, welche Kompetenzen der Absolventen von Hochschulen besondere Relevanz bei deren späterem Erfolg auf dem Arbeitsmarkt haben. Trevleavan und Voola (2008) benennen elf verschiedene Begriffe für Graduate Attributes, die Teil einer konzeptuellen Auseinandersetzung darüber sind, welche Kompetenzen Studierende im Rahmen ihres Studiums erwerben sollen:
1. Schlüsselqualifikationen (key skills),
2. Schlüsselkompetenzen (key competencies),
3. übertragbare Qualifikationen (transferable skills)
4. Eigenschaften von Hochschulabsolventen (graduate attributes),
5. Beschäftigungsfähigkeit (employability skills),
6. soziale Kompetenz (soft skills),
7. akademische Fähigkeiten (graduate capabilities),
8. allgemeine Eigenschaften von Absolventen (generic graduate attributes),
9. berufliche Fähigkeiten (professional skills),
10. persönliche übertragbare Fähigkeiten (personal transferable skills),
11. überfachliche Kompetenzen (generic competencies)

Ein weiterer Begriff der aktuellen Diskussion, vorwiegend im US-amerikanischen Raum, ist 21st Century Skills. Auch hier geht es darum, die wichtigsten persönlichen und akademischen Fähigkeiten und Kompetenzen zu ermitteln, die für die aktuelle und die nächste Generation als erforderlich erachtet werden. (siehe auch: 4K-Modell des Lernens)
Weitere (häufig von transnationalen Organisationen wie der OECD initiierte) Konzepte und Ansätze der Future Skills gehen über einen Employability-Fokus (Beschäftigungsfähigkeit) hinaus und nehmen zunehmend Konzepte wie Nachhaltigkeit und Citizenship in den Blick. So beispielsweise die Initiative „Future of Education and Skills 2030“ der OECD sowie das PISA-Global-Competence-Rahmenwerk.
Der Diskurs um Future Skills befasst sich damit, wie Studierende auf eine Welt vorbereiten werden können, in der man die Zukunft nicht mehr durch die Kenntnis oder Analyse des Vergangenen erklären oder vorhersagen kann. Es geht um Emergenz als Phänomen, das immer mehr dazu führt, dass Entwicklungen radikal und unvorhersehbar eintreten. „Die Handlungsfähigkeit für diese Situation ist das neue Ziel für Hochschulbildung und Future Skills das Konzept, was dafür steht“. Das Konzept geht damit über einen reinen Arbeitsmarktfokus hinaus und nimmt Bezug auf gesellschaftliche, politische und globale Herausforderungen.

## Forschungsstand
- Konzept: Konzeptuell betrachtet stellen Future Skills eine Auswahl zukunftsbedeutsamer Handlungskompetenzen dar. Sie werden definiert als Handlungsdispositionen. Angelehnt an diese Begriffsdefinition werden Future Skills auch als Kompetenzen definiert, die es Menschen erlauben, selbstorganisiert komplexe Probleme zu lösen. Ausgangspunkt für die enorme Karriere der Future Skills ist die Diagnose, dass derzeitige Konzepte der Hochschulbildung den drängenden Herausforderungen unserer Gesellschaft keine überzeugenden Zukunftskonzepte entgegenstellen.
- Bedeutung: Die Bedeutung von Future Skills lässt sich für Deutschland sowohl spezifisch für den Bereich der Hochschulabsolventen als auch für die berufliche Weiterbildung ausfindig machen. Derzeit liegen in Deutschland seit 2016 13 und international mindestens 37 Future Skills-Studien vor. Der generelle Trend beläuft sich auf Future Skills-Konzepte, die auch Digitalkompetenzen erhalten, den Schwerpunkt jedoch auf Kompetenzen transversaler Natur (z. B. ethische Kompetenz, Umgang mit Ambiguität (Mehrdeutigkeit) usw.) richten. Zum aktuellen Stand der Future Skills in der Hochschulbildung liegen nur wenige und nicht-systematische Daten vor, die sich eher auf allgemeine Kompetenzentwicklung beziehen. Die Ursachen für diese unzureichende Datenlage liegen zum einen in der Komplexität der Messung von Future Skills (bspw. Messung von Kreativität oder ethischer Kompetenz) und andererseits in der sich erst noch entwickelnden empirischen Forschung hierzu. Trotz unzureichender Messverfahren ist in der internationalen Forschungsliteratur detailliert und mit nur wenigen Diskrepanzen beschrieben, dass Hochschulen nicht hinreichend auf Future Skills ausgerichtet sind. In der US-Literatur wird die Lücke zwischen den durch am Arbeitsmarkt nachgefragten und den an Hochschulen vermittelten Fähigkeiten durch eine Reihe von empirischen Studien belegt[10][11][12].
- Begriffsgeschichte: Die Begrifflichkeiten für Future Skills sind innerhalb der letzten 20 Jahre einer begriffsgeschichtlich differenzierten Entwicklung unterlegen. In Deutschland entwickeln sie sich im Bereich der Berufsausbildung von Schlüsselqualifikation über Schlüsselkompetenzen auch für den Hochschulbereich in einer intensiven Debatte innerhalb der 90er Jahre zu weiteren Konzepten rund um Kern- und Schlüsselbegriffe.
- Kritik: Seit dem Jahr 2023 gibt es Kritik am Konzept der Future Skills. Dabei werden neun Problemfelder des Future-Skill-Konzeptes identifiziert[13]:

1. Fehlende Abgrenzung zu ähnlichen Konzepten wie z. B. den Schlüsselkompetenzen.
2. Fehlende Systematik und Kohärenz der Future-Skills Rahmenwerke.
3. Fehlende Evidenz zu positiven Effekten auf Bildungserfolg, beruflicher Erfolg oder zivilgesellschaftliches Engagement.
4. Keine validen und reliablen Möglichkeiten der Feststellung dieser sog. Zukunftskompetenzen.
5. Abwertung von Wissen durch Überbetonung überfachlicher Fähigkeiten.
6. Unklare Beziehung zum Lerntransfer.
7. Unklare didaktische Implikationen.
8. Fehlende Priorisierung und Integration der sog. Future Skills.
9. Unklarer Einfluss von Lernorten bei der Entwicklung von Future Skills.

Zudem wird darauf verwiesen, dass der Mehrwert des Future Skill-Ansatzes nicht deutlich sei, da im Hochschulqualifikationsrahmen verschiedene Kompetenzdimensionen bereits enthalten seien.

## Methodik einzelner Studien zu den Future Skills
NextSkills-Studie: Zunächst wurden in der NextSkills-Studie zentrale Future Skills identifiziert. Dabei sollen Future Skills diejenigen Fähigkeiten sein, die es Hochschulabsolventen ermöglichen, die Herausforderungen der Zukunft bestmöglich zu meistern. Dafür wurde ein methodisch anspruchsvolles Design konzipiert, in dem Skill Entwicklungen, Anforderungen und Bedarfe an zukünftige Kompetenzen mittels Interviewdaten konzipiert wurden. Diese Ergebnisse wurden dann durch Experten aus der Wissenschaft und Wirtschaft bestätigt. Dabei liegt der Studie die Erkenntnis zugrunde, dass Organisationen und die Arbeitswelt sich ändern.
1. Die subjektive Dimension der Future Skills bezieht sich auf die subjektiven und persönlichen Fähigkeiten des Einzelnen, zu lernen, sich anzupassen und zu entwickeln, um seine Chancen zu verbessern, produktiv an der Arbeitswelt von morgen teilzunehmen, sie aktiv zu gestalten und sich an der Gestaltung der Gesellschaft zur Bewältigung zukünftiger Herausforderungen zu beteiligen. Die subjektive Kompetenzdimension enthält sieben Future-Skills-Profile.
2. Die Fähigkeit des Einzelnen, selbstorganisiert in Bezug auf ein Objekt, eine Aufgabe oder ein bestimmtes Thema zu handeln. Sie betont ein neues Verständnis von Wissen, das über reines Fachwissen hinausgeht und Wissen mit Motivation, Werten und der Fähigkeit zum Handeln in dem betreffenden Wissensgebiet verbindet. Hier sind drei Future-Skills-Profile enthalten.
3. Die Fähigkeit des Einzelnen, selbstorganisiert in Bezug auf sein soziales und organisatorisches Umfeld zu handeln. Sie betont die Doppelrolle des Individuums als Kurator seines eigenen sozialen Portfolios der Mitgliedschaft in verschiedenen organisatorischen Sphären des Überdenkens organisatorischer Räume und der Neugestaltung organisatorischer Strukturen für die Zukunft. Diese Kompetenzdimension enthält fünf Future-Skills-Profile.

### Future-Skills-Profile
1. Lernkompetenz
2. Selbstwirksamkeitserwartung
3. Selbstbestimmtheit
4. Selbstkompetenz
5. Reflexionskompetenz
6. Entscheidungskompetenz
7. Initiativ- und Leistungskompetenz
8. Ambiguitätskompetenz
9. Ethische Kompetenz
10. Design-Thinking-Kompetenz
11. Innovationskompetenz
12. Systemkompetenz
13. Digitalkompetenz
14. Sensemaking
15. Zukunfts- und Gestaltungskompetenz
16. Kooperationskompetenz
17. Kommunikationskompetenz